# Öja distrikt, Småland
Öja distrikt är ett distrikt i Växjö kommun och Kronobergs län. Distriktet ligger väster om Växjö. 

## Tidigare administrativ tillhörighet
Distriktet inrättades 2016 och utgörs av socknen Öja i Växjö kommun.
Området motsvarar den omfattning Öja församling hade 1999/2000.